# Гражданско-патриотическая партия «Союз»
Гражданско-патриотическая партия «Союз» (тадж. Ҳизби шаҳрвандии-ватанпарварии «Иттиҳод») — левая политическая партия в Таджикистане, созданная Бобохоном Махмадовым 2 ноября 1994 года, во время гражданской войны в этой стране. Самораспустилась в конце 1990-х годов, после завершения гражданской войны. Участвовала в парламентских выборах 1995 года и не сумела войти в парламент, набрав всего 0,2 % голосов. 